# Kohleria allenii
Kohleria allenii är en tvåhjärtbladig växtart som beskrevs av Paul Carpenter Standley och Louis Otho Otto Williams. Kohleria allenii ingår i släktet Kohleria och familjen Gesneriaceae. Inga underarter finns listade i Catalogue of Life.